# 145166 Leojematt
145166 Leojematt è un asteroide della fascia principale. Scoperto nel 2005, presenta un'orbita caratterizzata da un semiasse maggiore pari a 2,2681293 au e da un'eccentricità di 0,1224574, inclinata di 7,92624° rispetto all'eclittica.